# Ourton
Ourton är en kommun i departementet Pas-de-Calais i regionen Hauts-de-France i norra Frankrike. Kommunen ligger i kantonen Houdain som tillhör arrondissementet Béthune. År 2022 hade Ourton 724 invånare.

## Befolkningsutveckling
Antalet invånare i kommunen Ourton
| Referens: INSEE |